# チャールズ・ローゼン

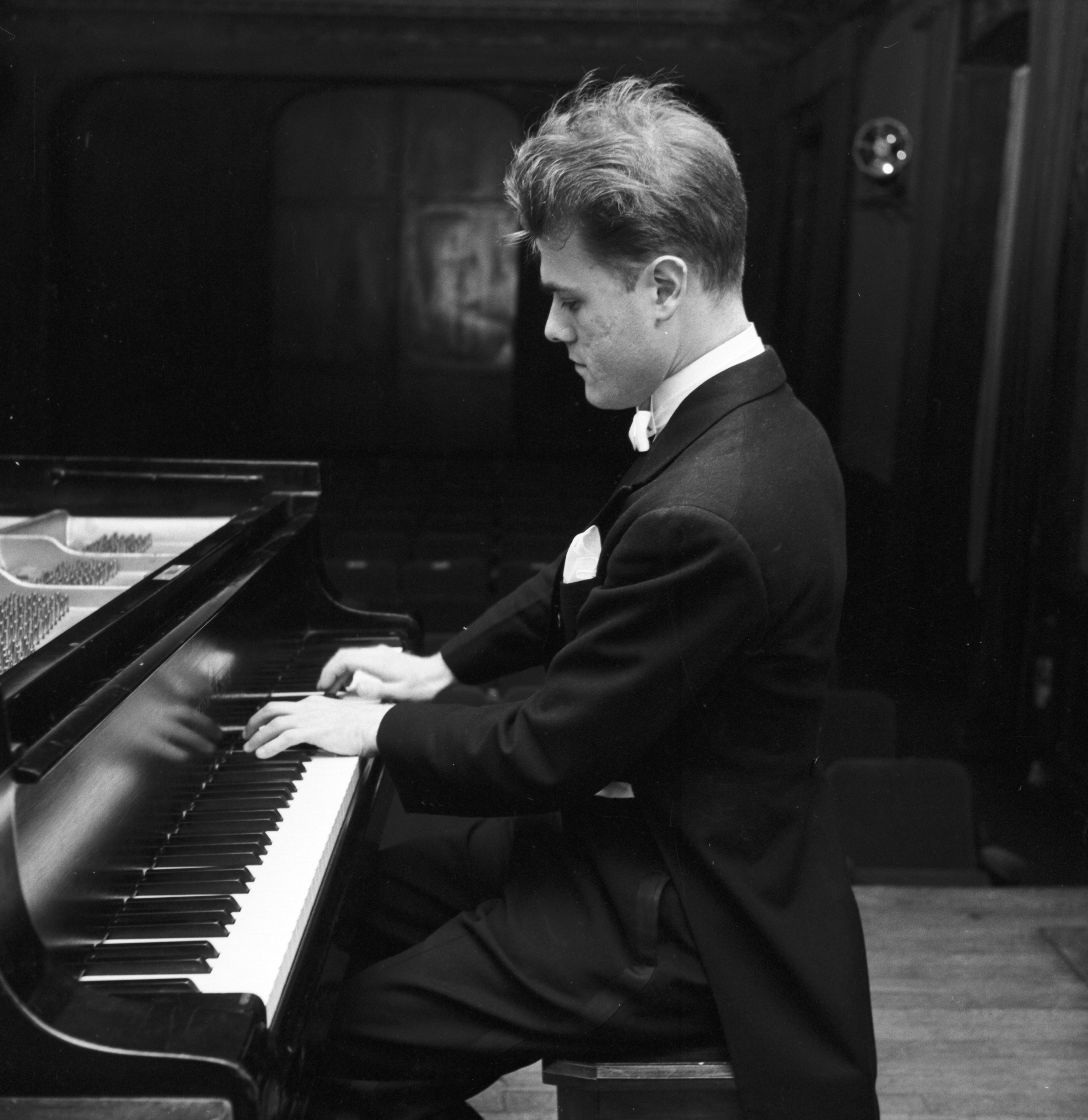
チャールズ・ローゼン

チャールズ・ローゼン（Charles Rosen, 1927年5月5日 - 2012年12月9日）は、アメリカ合衆国のピアニスト、音楽学者。

## 経歴
ニューヨーク市の生まれ。
4歳から母親の手ほどきで音楽を習い始め、ジュリアード音楽院に進学するも、中退してモーリツ・ローゼンタールの薫陶を受けた。
1951年にプリンストン大学でフランス文学の博士号を取得し、ニューヨーク州立大学、オクスフォード大学、ハーバード大学、シカゴ大学、マサチューセッツ工科大学等でフランス語を教える傍らピアニストとしての活動を継続した。
エリオット・カーターの作品の擁護者でもあり、1980年にはカーターからナイト・ファンタジーを献呈されている。
音楽学者としても著書があり、『ソナタ諸形式』やアルノルト・シェーンベルクの評伝等がある。1972年に『The Classical Style: Haydn, Mozart, Beethoven』で全米図書賞受賞。
ニューヨーク市にて没。

## 著作
- 『シェーンベルク』武田明倫訳、岩波現代選書、1984年9月
- 『ソナタ諸形式』福原淳訳、アカデミア・ミュージック、1997年3月
- 『ピアノ・ノート：演奏家と聴き手のために』朝倉和子訳、みすず書房、2009年9月
- 『音楽と感情』みすず書房、2011年12月
- 『ベートーヴェンを"読む" : 32のピアノソナタ』小野寺粛訳、道出版、2011年12月
- 『古典派音楽の様式 ハイドン、モーツァルト、ベートーヴェン』大久保賢他訳　音楽之友社、2021年3月

## 脚註
1. ↑  “Charles Rosen, Scholar-Musician Who Untangled Classical Works, Dies at 85”. ニューヨーク・タイムズ. (2012年12月10日) 2016年10月23日閲覧。（英語）
2. ↑  “Charles Rosen obituary”. ガーディアン. (2012年12月10日) 2016年10月23日閲覧。（英語）
3. 1 2  『音楽と感情』著訳者略歴 チャールズ・ローゼン Charles Rosen みすず書房